# Сабатјеов ефекат
Сабатјеов ефекат (псеудосоларизација) је дифузни процес у фотографској емулзији који настаје у додатном осветљавању слике у току процеса развијања фотографије, даљим развијањем слика поцрни али на граници различитих тоналитета остаје слаба светлија карактеристична линија слике. Сабатјеов ефекат може се припремити из позитивних и негативних фотографија и он је изразитији чим је слика контрастнија. Делимичан сабатјеов ефекат настаје из негативна или позитива са мањим контрастом. Потпуни сабатјеов ефекат настаје само приликом високог контраста.